# Anton Parfeniuk
Anton Parfeniuk, ukr. Антон Парфенюк (ur. 1890, zm. 1947) – ukraiński rolnik, zaangażowany w pomoc Polakom podczas rzezi wołyńskiej. 
Wraz z żoną Lubow (1903–1967) prowadził gospodarstwo rolne w Kisielinie. Sprzedawali produkty rolne oraz mleko i jego przetwory. 
W niedzielę 11 lipca 1943 roku banderowcy, uprzednio otoczywszy miejscowy kościół, zaczęli mordować wychodzących z niego Polaków. Łącznie zginęło wówczas około 90 Polaków. Część wiernych zdołała uciec na piętro plebanii, gdzie bronili się przez 11 godzin do momentu odejścia Ukraińców. Spośród broniących się zginęły cztery osoby, a sześć zostało rannych. Wśród rannych znalazł się także Włodzimierz Sławosz Dębski (późniejszy kompozytor), którego odłamek granatu trafił go w nogę. Był on znany Parfeniukom osobiście. Nazajutrz, w poniedziałek, został on przewieziony do domu Parfeniuków przez ich bratanka, Piotra Parfeniuka. Został umieszczony w ich stodole. U Parfeniuków znajdował się także jego ojciec oraz ich rzeczy osobiste i wartościowe przedmioty. W czwartek Dębskiego wywieziono go do szpitala. Po dwóch tygodniach członkowie OUN-UPA zamordowali jego rodziców: Anisjię i Leopolda Dębskich. 
Banderowcy dowiedzieli się o pomocy udzielonej przez Parfeniuków. Mimo wielokrotnego zastraszania i domagania się od Lubow, by wydała pozostawione przez Dębskich przedmioty, ta konsekwentnie odmawiała. 
Za swoją postawę w 2023 podczas uroczystości w Belwederze w Warszawie Lubow oraz Anton Parfeniukowie zostali pośmiertnie wyróżnieni Medalem Virtus et Fraternitas.